# Ovsinjinac
Ovsinjinac (cyr. Овсињинац) – wieś w Serbii, w okręgu niszawskim, w gminie Gadžin Han. W 2011 roku liczyła 148 mieszkańców.